# 믈라카 해협 해적

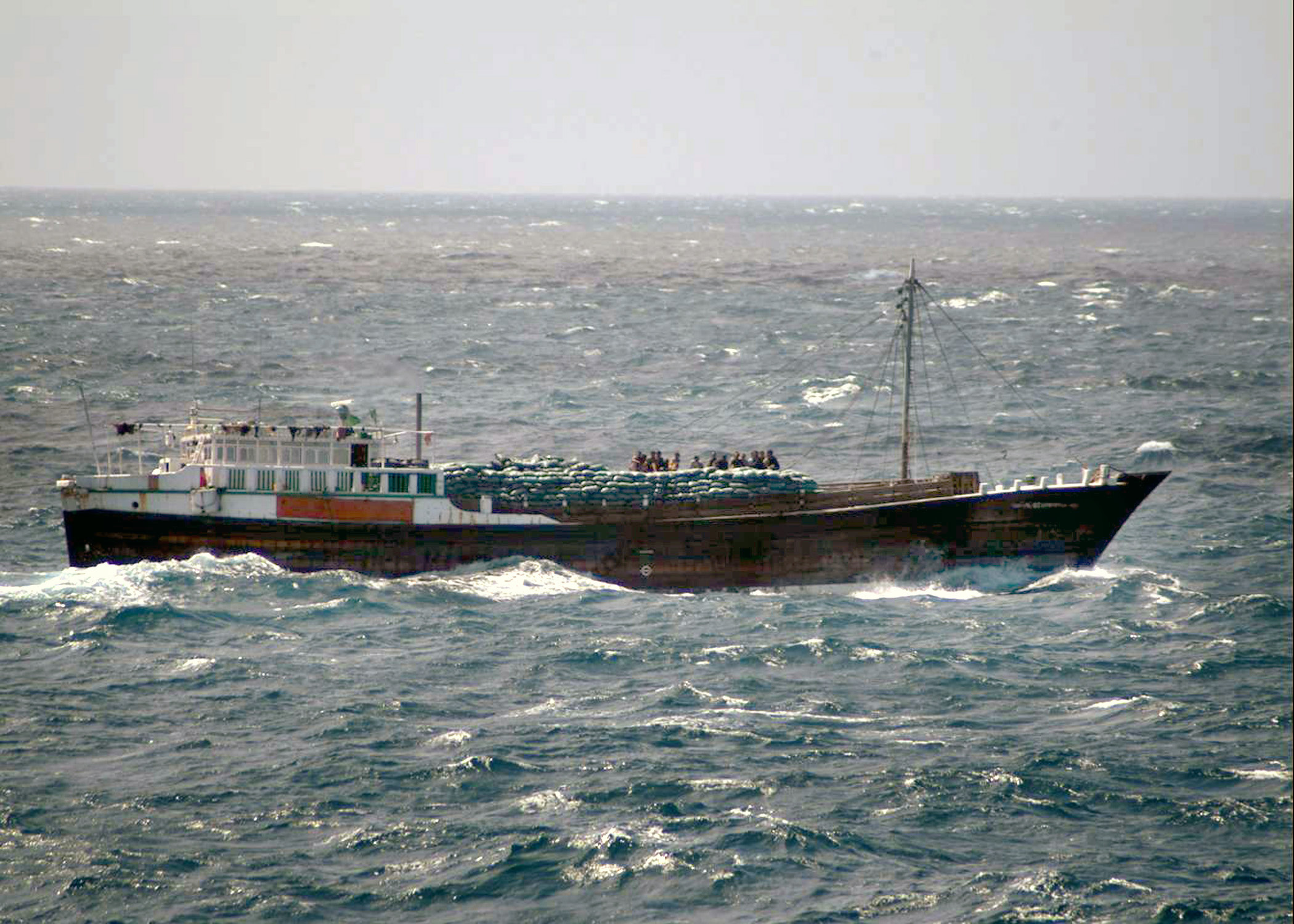
2006년 1월 말레이시아 서부 해역에서 해적으로 의심되는 사람들이 다우 선박 갑판에 올라오는 모습

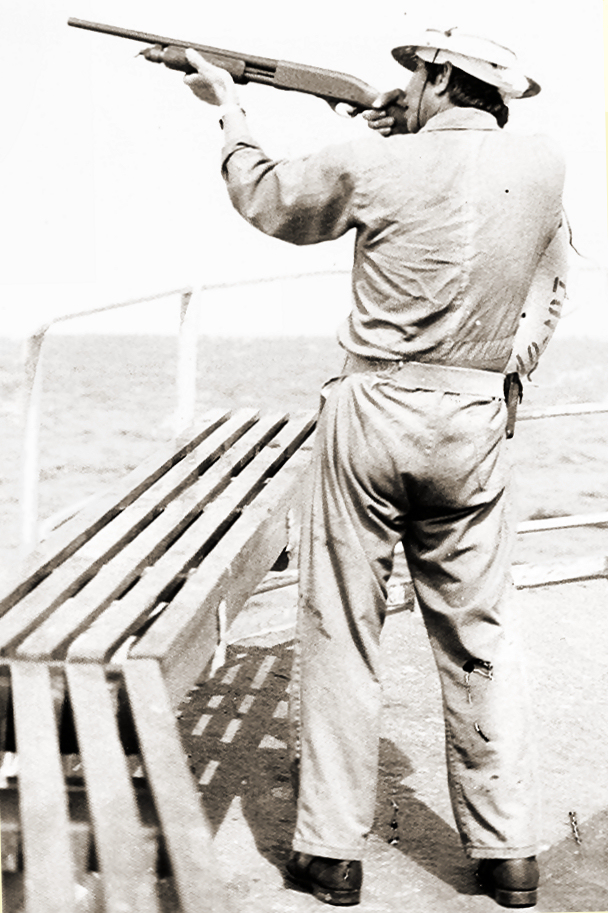
해적 소탕훈련을 받는 미국 해병대원(1984년)

믈라카 해협 해적은 국제 해운에 위협이 되어왔다. 믈라카 해협은 동아시아의 분주한 항구들, 인도, 페르시아만 석유 수출국, 수에즈 운하, 유럽을 잇는 중요한 해로인데 해로가 좁고 작은 섬이 수 천 개가 있으며 해적의 도주를 용이하게 만드는 강들이 많아서 해적 활동이 용이하다.

## 역사
이곳에서 해적질은 돈벌이 수단 뿐 아니라 중요한 정치적 수단이 되기도 했다. 통치자들은 치안유지를 위해 해적들에게 의존하기도 했다. 가령 파라메스와르는 오랑라웃이라는 종족으로 구성된 해적들의 충성을 받아 이웃국으로부터 생존하여 믈라카 술탄국을 건국했다.
이곳 해적은 중국 문건에서도 나왔다. 가령 14세기 여행가 왕대연은 싱가포르와 수마트라섬 북부에서 활약하던 해적들을 그의 저서 도이지략(島夷誌略)에 기록했다.
15세기에서 19세기 사이 말레이시아 인근 해역은 동남아시아에서의 정치 권력 다툼에서 핵심적 역할을 수행했는데 지역 토호들 뿐 아니라 포르투갈, 네덜란드, 영국 등도 관여했다. 특히 폭풍우, 해적, 전투 등을 통해 파괴된 '선박들의 무덤'들은 남중국해와 믈라카 해협에서의 외국인에 대한 증거다.
유럽 식민통치자들과 함께 향신료 무역을 통제할 경제적 중요성에 의해 18세기와 19세기에 해적이 늘었다. 찰스 콘의 의견처럼 향신료는 현재 석유가 그렇듯 당대의 세계 경제를 이끌었다. 해적의 증가는 제임스 브룩에게 영국과 동인도회사가 비용효과적이라고 여겼던 해역에서 일어나는 해적을 감시할 기회를 줬고 그와 그의 후손들이 백인 왕조를 다스리게 했다.
1830년대에 토착 지배 세력, 영국 동인도 회사, 네덜란드는 해적을 통제하는 데에 합의했다. 이 조약은 말레이시아와 싱가포르에 영국인 정착지가 세워져서 해적을 감시하도록 했다. 영국과 네덜란드는 믈라카 해협을 따라 각자의 영역에서 더 효율적으로 해적 문제를 해결하고자 통제선을 긋는데 합의했고 이는 훗날 말레이시아와 인도네시아의 국경이 됐다. 이와 더불어 기술도 발전해서 해적은 점점 줄었다.

## 현재
상황이 비교적 진전됐음에도 여전한 해적을 소탕하고자 싱가포르, 말레이시아, 인도네시아 정부가 협력하고 있다. 인도네시아측 장비가 부족한 관계로 인도 해군이 해적 소탕을 협조하기도 한다.

## 같이 보기
- 왜구
- 소말리아 해적